# Saleilles
Saleilles település Franciaországban, Pyrénées-Orientales megyében. Lakosainak száma 5724 fő (2022. január 1.). Saleilles Cabestany, Saint-Nazaire, Alénya, Théza és Perpignan községekkel határos.

## Népesség
A település népessége az elmúlt években az alábbi módon változott:
| Lakosok száma | 4887 | 5089 | 5286 | 5282 | 5391 | 5564 | 5617 | 5671 | 5724 |
|               | 2013 | 2015 | 2016 | 2017 | 2018 | 2019 | 2020 | 2021 | 2022 |